# Indigofera dillwynioides
Indigofera dillwynioides är en ärtväxtart som beskrevs av William Henry Harvey. Indigofera dillwynioides ingår i släktet indigosläktet, och familjen ärtväxter. Inga underarter finns listade i Catalogue of Life.